# Hạc đỉnh hồng
Cá vàng Hạc đỉnh hồng (Redcap Oranda) là một giống cá vàng biến thể từ giống cá vàng đầu lân Oranda và xuất xứ ở Trung Quốc. Chúng được đặt tên theo hình dáng khối u trên đầu và màu sắc thân của nó. Đây là một loại cá cảnh khá phổ biến ở Việt Nam cũng như các nước châu Á, thường được nuôi trong các bể cá để bàn, bể cá mini.

## Đặc điểm
Cá Hạc đỉnh hồng thuộc giống cá vàng Oranda, thân màu bạc, có một đốm u đỏ trên đầu. Nó có đặc điểm chung của loại cá Oranda là thân tròn, có bốn vây. Bốn chiếc vây này có nhiệm vụ giữ cá nổi khi không bơi. Đọ dài tối đa của cá Hạc đỉnh hồng có thể đạt đến là từ 28–31 cm. Kích thước nhỏ của chúng từ 15–18 cm. Dáng bơi của chúng nhẹ nhàng, uyển chuyển, cân bằng, không bị cắm đầu xuống hoặc khó khăn khi bơi xuống đáy, không ngửa bụng lên mặt nước.
Chúng có nhiều dạng đầu như bướu phát triễn trên đỉnh đầu, bướu phát triễn từ đỉnh đầu xuống hai bên má, bước phát triễn từ đỉnh xuống tận hầu cá (cả đầu). Vây đuôi có nhiều dạng vây đuôi gồm đuôi dài, đuôi ngắn, đuôi trung gian, đuôi hình bướm. Vây lưng thường có liên quan đến vây đuôi. Vẩy có nhiều dạng vẩy như vẩy ánh kim (vẩy bóng phản chiếu ánh sáng), vẩy phi kim (vẩy đục không phản chiếu ánh sáng, nhìn như cá không có vẩy), hoặc loại kết hợp giữa hai loại trên.
Có tất cả các phần màu trắng ngoại trừ phần đầu màu đỏ. Đầu của Redcap Oranda chỉ phát triển ở vùng sọ. Tất cả những đặc tính còn lại là của Oranda. Do màu đỏ ở đầu nên được gọi là Redcap Oranda. Phần đầu của Redcap Oranda dễ bị bám chất bẩn, vi khuẩn, nấm làm đầu bị teo nhỏ. Phân biệt giới tính con đực thường nhỏ hơn và thon thả hơn con cái. Trong mùa sinh sản con đực có những gai màu trắng gọi là ống sinh dục trên phần bao quanh mang và đầu. Con cái phần bụng to do mang trứng.

## Tập tính

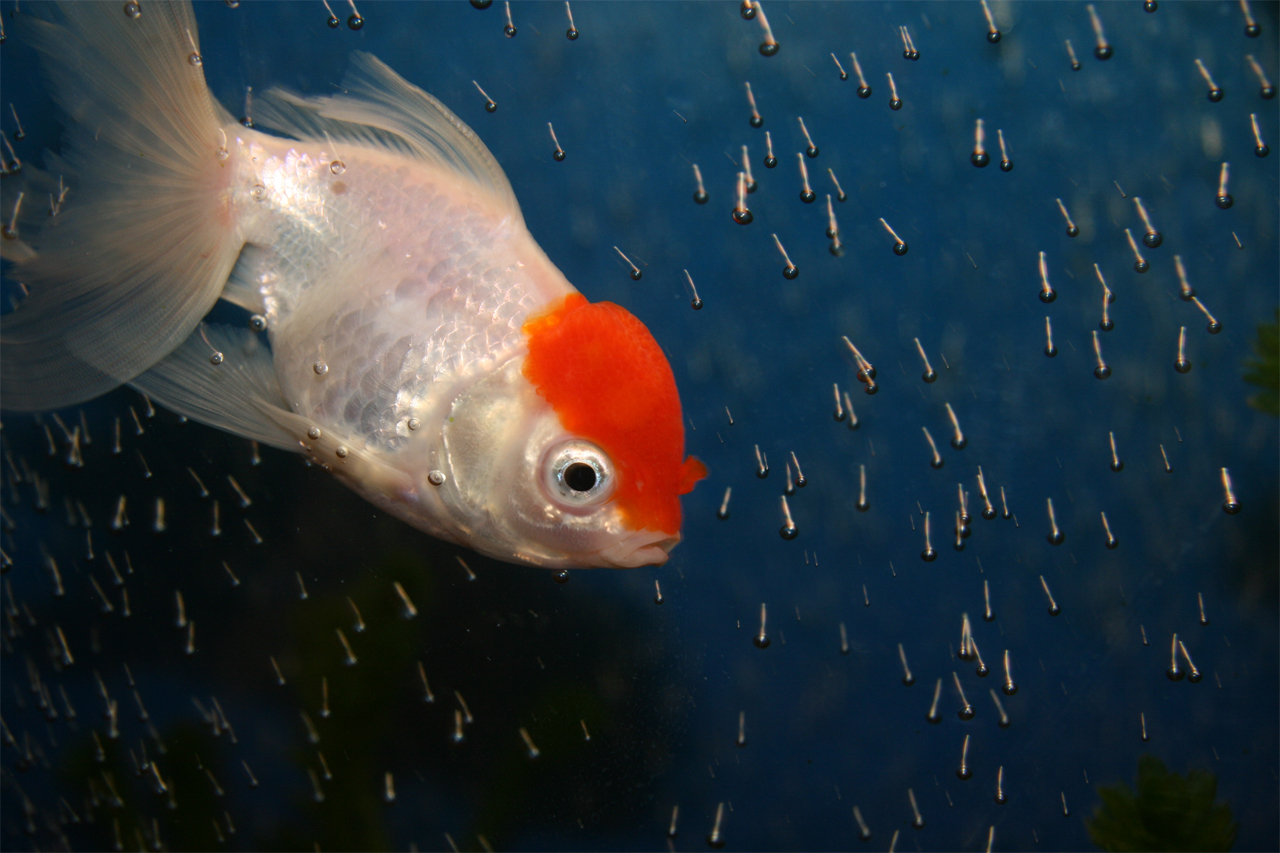
Một con Hạc đỉnh hồng

Thức ăn đa dạng, đảm bảo lượng protein cung cấp ít hơn 30%. Các thức ăn tươi sống như tôm biển (sống hoặc đông lạnh), trùn chỉ, Daphnia. Cá Hạc đỉnh hồng khá ham ăn, sử dụng thức ăn đóng hộp có sẵn. Nên cho ăn 1-2 lần/ ngày để tránh cá không ăn hết gây đọng bẩn bể. Tầng sống của chúng khắp các tầng nước. Nhiệt độ nước 18-22 °C. Nhiệt độ thích hợp để Cá Hạc đỉnh hồng sinh trưởng từ 17-28 độ C. Cá Hạc đỉnh hồng rất nhạy cảm với sự thay đổi nhiệt độ và nhiệt độ lạnh. 